# Maurine

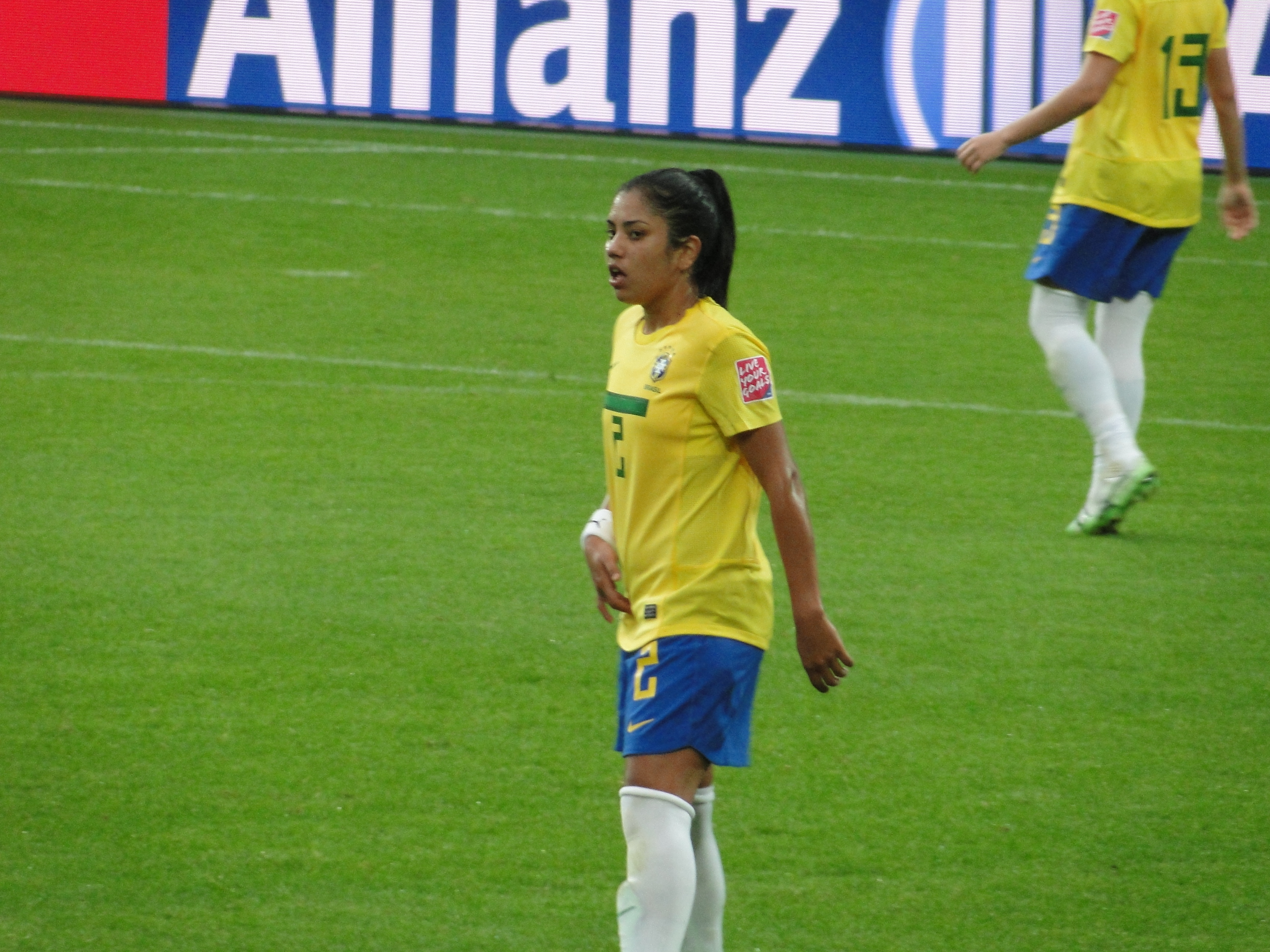
Maurine atuando pela Seleção

Maurine Dorneles Gonçalves, mais conhecida como Maurine (Rio Grande, 14 de janeiro de 1986), é uma ex-futebolista brasileira que atuava como lateral e meia.

## Carreira

### Clubes
Maurine começou a jogar futebol com sete anos e foi revelada pelas categorias de base do Grêmio aos catorze e chegou ao profissional aos quinze.

### CEPE
Pelo CEPE de Caxias, foi bi-campeã carioca em 2006 e 2007.

### Santos
Em 2008, foi levada ao Santos pelo treinador Kleiton Lima. Pelo Santos, foi bicampeã da Copa Libertadores da América de Futebol Feminino de 2009 e 2010, fazendo um total de sete gols nas duas competições e o gol do título de falta no bicampeonato, além de bicampeã da Copa do Brasil de Futebol Feminino de 2008 e 2009.
Meses após realizar um ensaio sensual, pelo qual nada recebeu e que tinha o intuito de auxiliar na divulgação do futebol feminino, Maurine se queixou da pouca melhoria de fato das atletas e dos clubes. Para ela, que está dois meses sem receber, faltam ideias para tornar a modalidade mais atraente: “Não tenho ideia [de como resolver a situação]. A gente treina, não deixa de treinar  e se dedicar. Fazemos tudo com boa vontade e paciência e ficamos só esperando que isso possa resolver.”

### Western New York Flash
Após o grande sucesso de Maurine e da equipe santista em 2010, a jogadora foi com contratada pelo Western New York Flash, clube dos Estados Unidos que disputa a Women's Professional Soccer. Maurine foi ao clube na companhia da colega de Santos Marta. As duas conquistaram a Liga de futebol feminino dos Estados Unidos de 2011.

### Centro Oímpico
Após o Santos encerrar suas atividades em 2012, Maurine e outras atletas foram para o Centro Olímpico.

### São Caetano
Já no ano de 2013, a jogadora acertou sua transferência para o São Caetano. Clube ao qual jogou apenas durante aquela temporada e logo se transferiu para a Ferroviária.

### Ferroviária
Na temporada de 2014, Maurine foi à Ferroviária de Araraquara, clube do interior de São Paulo e uma das maiores equipes de futebol feminino do Brasil. Lá atuou em 2014 e parte de 2015.

### Flamengo
Durante a temporada de 2015, a atleta transferiu-se para o Flamengo, ficando até 2016.

### Retorno ao Santos
Em 2016, retornou às Sereias da Vila, clube ao qual virou torcedora. Em sua última passagem, a craque foi a referência técnica e grande estrela da equipe, foi campeã Brasileira em 2017 e Campeã Paulista em 2018. Maumau jogou de 2016 a 2019 na equipe, e em toda sua carreira somou 8 anos de serviços prestados ao Santos Futebol Clube.

### Famalicão
Ela ainda jogaria em Portugal, pelo Futebol Clube de Famalicão entre 2019 e 2021.

### Aposentadoria
Em 8 de junho de 2021, anunciou a aposentadoria do futebol aos 35 anos.

### Seleção Brasileira
Em 2002, aos 16 anos, ganhou a sua primeira oportunidade na seleção de base do Brasil, com o técnico Paulo Campo, na disputa da Copa do Mundo sub-20 no Canadá, onde entrou no decorrer das partidas.
Em 2004, sob o comando de Nelson Rodrigues, vestiu a camisa 8 e foi titular absoluta durante a participação do Brasil na fase final do Sul-Americano sub-19 disputado em Angra dos Reis, onde foi campeã e marcou três gols. No mesmo ano, em mais uma Copa do Mundo sub-20, desta vez disputado na Tailândia, mas agora com Luiz Ferreira como técnico, atuou em diversas partidas, sempre no meio de campo e o Brasil ficou com o quarto lugar.
Dois anos mais tarde, ainda com Luiz Ferreira como treinador, iniciou outro Sul-Americano sub-20, no Chile, jogando na lateral esquerda, mas disputou o quadrangular decisivo, que deu o título ao Brasil, atuando no ataque da seleção. No final do mesmo ano, já com Jorge Barcellos na seleção, Maurine foi inscrita para a disputa de mais uma Copa do Mundo sub-20, na Rússia, com a camisa 11 e foi titular do ataque brasileiro na campanha que deu o terceiro lugar ao Brasil.
Pela Seleção Brasileira, fez parte de dois jogos Pan-Americanos (2011 e 2015), duas Copas do Mundo (2011 e 2015), dois Jogos Olímpicos (2008 e 2012) e uma Copa América (2014). Em 2011, o Brasil venceu a semifinal do panamericano, com um gol dela. Também ajudou na conquista da Copa América (2014) e dos Jogos Pan-Americanos (2015).
Se aposentou da Seleção em outubro de 2017, após a demissão da treinadora Emily Lima.

## Títulos

#### Santos
- Torneio Internacional Interclubes: 2011
- Copa Libertadores: 2009 e 2010
- Copa do Brasil: 2008 e 2009
- Campeonato Brasileiro: 2017
- Campeonato Paulista: 2018

#### Western New York Flash
- Women's Professional Soccer: 2011

#### Ferroviária
- Copa do Brasil: 2014

#### Flamengo
- Campeonato Brasileiro: 2016

### Prêmios individuais
- Melhor jogadora da Copa Libertadores: 2010
- Melhor jogadora do Campeonato Brasileiro: 2016
- Artilheira do Campeonato Brasileiro : 2016 (34 gols)